# Onthophagus reticulatus
Onthophagus reticulatus là một loài bọ cánh cứng trong họ Bọ hung (Scarabaeidae).